# Калкареле
Калкареле је насеље у Италији у округу Агриђенто, региону Сицилија.
Према процени из 2011. у насељу је живело 24 становника. Насеље се налази на надморској висини од 182 м.